# Eleonora Ziemięcka
Eleonora Ziemięcka, rozená Gagatkiewiczová (* 1819 Jasieniec, okres Grójec – 23. září 1869 Varšava), byla polská spisovatelka a filozofka. Zabývala se mimo jiné otázkami etiky a morálky.

## Život
Ziemięcka brzy ztratila rodiče a vyrůstala jako sirotek u svých prarodičů. Již v roce 1830 publikovala články o polských dějinách v Dziennik dla dzieci. Byla nadšeným čtenářem Hegela. V roce 1833 začala psát články pro „Tygodnik Polski“ a později pro „Magazyn Powszechny“ a „Pierwiosnek“. V roce 1834 se provdala za A. Ziemięckého. Po svatbě odešla Eleonora a její manžel do Drážďan, kde zůstali až do roku 1840. Poté se usadili ve Varšavě. Její švagrová byla Kazimiera Ziemięcka, pedagogická aktivistka.
Filozof a literární kritik Edward Dembowski o její filozofii napsal svůj debut Filozoficzność i pani Ziemięcka, jeho kniha vyšla v roce 1841. Jak však její vývoj pokročil, Ziemięcka stále více spojovala své filozofické úvahy s katolickou vírou a byla vystavena kritice. V letech 1842–1846 byla redaktorkou časopisu pro filozofii, historii a literaturu „Pielgrzym“ (česky: Poutník).

## Dílo
- (1841) Myśli o filozofii (článek v Bibliotece Warszawskiej);
- (1843) Myśli o wychowaniu kobiet;
- (1857) Zarysy filozofii katolickiej w czterech poglądach zawarte;
- (1860–1861) Powiastki ludowe, t. I–II;
- (1860) Studia Eleonory Ziemięckiej;
- (1862–1863) Przewodnik filozofii, t. I–II (překlady z francouzských filozofů);
- (1863) Kurs nauk wyższych dla kobiet;
- (1883) O wychowaniu kobiet (článek v Tygodniku Polskim).